# Čerňachiv (Žytomyrská oblast)
Čerňachiv (ukrajinsky Черняхів, rusky Черняхов – Čerňachov, polsky Czerniachów) je městys (ukrajinsky selyšče) v Žytomyrské oblasti na Ukrajině. K roku 2014 měl bezmála deset tisíc obyvatel.

## Poloha a doprava
Čerňachiv leží v historické oblasti Polesí na potoce Očereťjanka, levém přítoku Trosťjanycji v povodí Irši. Od Žytomyru, správního střediska oblasti, je vzdálen přibližně pětadvacet kilometrů severně.

## Dějiny
První zmínka je z roku 1545. Status městysu má od roku 1923.